# Malneira
Malneira es una entidad de población española de la parroquia de Grandas de Salime, perteneciente al municipio de Grandas de Salime, en la comunidad autónoma de Asturias.

## Historia
Hacia mediados del siglo XIX, el lugar, ya por entonces perteneciente a Grandas de Salime, tenía contabilizada una población de 35 habitantes. Aparece descrito en el undécimo volumen del Diccionario geográfico-estadístico-histórico de España y sus posesiones de Ultramar de Pascual Madoz con las siguientes palabras:

MALNEIRA: l. en la prov. de Oviedo, ayunt. y felig. de San Salvador de Grandas de Salime (V.) pobl. 7 vec. y 35 almas.
(Madoz, 1848, p. 112)

En 2023, la entidad singular de población, encuadrada dentro de la entidad colectiva de Grandas de Salime, tenía empadronados quince habitantes.